# Hwang Ui-jo
Hwang Ui-jo (ur. 28 sierpnia 1992 w Seongnam) – południowokoreański piłkarz grający na pozycji napastnika w angielskim klubie Nottingham Forest oraz w reprezentacji Korei Południowej.

## Kariera klubowa
Jako junior występował w Yonsei University. W 2013 roku został zawodnikiem Seongnam FC. Debiut oraz pierwszego gola w lidze zaliczył 3 marca 2013 roku w przegranym 1:2 spotkaniu z Suwon Samsung Bluewings. Hwang wpisał się na listę strzelców w 23. minucie spotkania. Grał w tym klubie przez 4,5 roku, zdobywając 36 goli w 139 spotkaniach. W 2014 roku wraz z klubem zdobył puchar Korei Południowej.
1 lipca 2017 roku został nowym zawodnikiem japońskiej Gamby Osaka. Debiut w lidze japońskiej zanotował jeszcze w tym samym miesiącu - dokładnie 29 lipca - w wygranym 3:1 meczu z Cerezo Osaką. Hwang w tym meczu strzelił także pierwszą bramkę w tym klubie.

## Kariera reprezentacyjna
W reprezentacji Korei Południowej zadebiutował 3 września 2015 roku w wygranym aż 8:0 spotkaniu z reprezentacją Laosu. Hwang wszedł na boisko w 62. minucie. Pierwszego gola w kadrze strzelił jeszcze w tym samym roku - 13 października w wygranym 3:0 meczu z reprezentacją Jamajki. Wpisał się na listę strzelców w 63. minucie. Znalazł się w kadrze Korei Południowej na Puchar Azji 2019, gdzie zagrał w każdym z pięciu meczów swojej reprezentacji, zdobywając dwie bramki.